# Șafranivka, Șîșakî
Șafranivka (în ucraineană Шафранівка) este un sat în comuna Hoholeve din raionul Șîșakî, regiunea Poltava, Ucraina.

## Demografie
Componența lingvistică a localității Șafranivka
     Ucraineană (99,21%)
     Alte limbi (0,79%)
Conform recensământului din 2001, majoritatea populației localității Șafranivka era vorbitoare de ucraineană (99,21%), existând în minoritate și vorbitori de alte limbi.